# 诺登多夫
诺登多夫是德国巴伐利亚州的一个市镇。总面积7.52平方公里，总人口2268人，其中男性1154人，女性1114人（2011年12月31日），人口密度302人/平方公里。